# Chronologie de la France sous la IIIe République (1918-1940)
Pour un article plus général, voir Chronologie de la France.

## 1919

la "Chambre Bleu horizon"
Socialiste : 68 sièges
Républicain-socialiste : 26 sièges
Républicain, radical et radical-socialiste : 86 sièges
Députés n'appartenant à aucun groupe : 21 sièges
Centre droit : 200 sièges
Droite : 212 sièges

- 18 janvier : ouverture de la Conférence de la paix à Paris.
- Mars-juin : le Parlement vote une modification de la loi électorale (retour à la proportionnelle pour les élections législatives).
- 19-21 avril : mutinerie sur les navires français en mer Noire (intervention française contre les Bolcheviks).
- 23 avril : loi sur la journée de 8 heures pour les salariés.
- 28 juin : signature du traité de Versailles avec l'Allemagne.
- 10 septembre : signature du traité de Saint-Germain-en-Laye avec l'Autriche.
- 1-2 novembre : création de la Confédération française des travailleurs chrétiens (CFTC).
- 16 novembre : élections législatives, victoire du Bloc national (chambre « bleu horizon »).
- 27 novembre : signature du traité de Neuilly avec la Bulgarie.

## 1920
- 10 janvier : entrée en vigueur du traité de Versailles et du pacte de la Société des Nations (SDN).
- 17 janvier : Paul Deschanel est élu président de la République.
- 18 janvier : démission du gouvernement Georges Clemenceau.
- 20 janvier : Formation du gouvernement Alexandre Millerand (1).
- Février-mai : vague de grèves importante.
- 18 février : formation du gouvernement Alexandre Millerand (2)
- 19 mai : le président Deschanel chute du train en pleine nuit. L'incident met en cause sa santé mentale.
- 5-16 juillet : conférence de Spa sur le problème des réparations de guerre allemandes. Le montant et les modalités de paiement sont fixés à la conférence de Londres (de) en mai 1921.
- 21 septembre : démission du président Paul Deschanel.
- 21 septembre : démission du gouvernement Alexandre Millerand
- 24 septembre : Alexandre Millerand est élu président de la République.
- 25 septembre : formation du gouvernement Georges Leygues
- 11 novembre : mise en place de la tombe du Soldat inconnu à l'Arc de Triomphe à Paris.
- 25-30 décembre : scission de la SFIO au congrès de Tours et création du Parti communiste français (S.F.I.C.), majoritaire, qui prend le contrôle de L'Humanité.

## 1921
- 12 janvier : démission du gouvernement Georges Leygues.
- 16 janvier : formation du gouvernement Aristide Briand (7).
- Début au Maroc de la guerre du Rif, menée par Abdelkrim el-Khattabi.

## 1922
- 12 janvier : démission du gouvernement Aristide Briand (7).
- 15 janvier : Formation du gouvernement Raymond Poincaré (2)
- 12 juillet : l'Allemagne demande un moratoire pour le paiement des réparations de guerre.

## 1923
- 11 janvier : l'armée française occupe la Ruhr.

## 1924

la chambre du Cartel des gauches

- 29 mars : formation d'un nouveau gouvernement Raymond Poincaré (3)
- 11 mai : élections législatives, victoire du Cartel des gauches.
- 1er juin : démission du gouvernement Raymond Poincaré (3)
- 9 juin : formation du gouvernement Frédéric François-Marsal
- 13 juin : démission du gouvernement Frédéric François-Marsal
- 11 juin : démission du président Alexandre Millerand.
- 13 juin : Gaston Doumergue est élu président de la République.
- 14 juin : formation du gouvernement Édouard Herriot (1). Crise financière, spéculation contre le franc.
- Juillet : Jeux olympiques à Paris.
- 28 octobre : la France reconnaît l'Union soviétique.
- Résurrection de la Ligue des patriotes, sous le nom de Jeunesses patriotes, par Pierre Taittinger.

## 1925
- Exposition internationale des Arts décoratifs et industriels modernes à Paris.
- 10 avril : démission du gouvernement Édouard Herriot (1).
- 17 avril : Formation du gouvernement Paul Painlevé (2) .
- Avril : Abd el-Krim attaque des postes français au Maroc. Intervention militaire française en juillet.
- Juillet : l'armée française évacue la Ruhr.
- 27 octobre : démission du gouvernement Paul Painlevé (2)
- 29 octobre : formation du gouvernement Paul Painlevé (3)
- 22 novembre : démission du gouvernement Paul Painlevé (3)
- 28 novembre : formation du gouvernement Aristide Briand (8).

## 1926
- 6 mars : démission du gouvernement Aristide Briand (8)
- 9 mars : formation du gouvernement Aristide Briand (9)
- 15 juin : démission du gouvernement Aristide Briand (9)
- 24 juin : formation du gouvernement Aristide Briand (10)
- 17 juillet : démission du gouvernement Aristide Briand (10)
- 19 juillet : formation du gouvernement Édouard Herriot (2), nouvelle crise du franc.
- 21 juillet : démission du gouvernement Édouard Herriot (2),
- 23 juillet : formation du gouvernement Raymond Poincaré (4). Stabilisation du franc.

## 1927
- Création du mouvement Croix-de-Feu.

## 1928
- 22-29 avril : élections législatives, victoire des « poincaristes ».
- 27 août : signature du pacte Briand-Kellogg, mettant la guerre « hors la-loi ».
- 6 novembre : démission du gouvernement Raymond Poincaré (4)
- 11 novembre : formation du gouvernement Raymond Poincaré (5)

## 1929
- 27 juillet : démission du gouvernement Raymond Poincaré (5) pour raisons de santé de Raymond Poincaré.
- 29 juillet : Formation du gouvernement Aristide Briand (11).
- Août : Aristide Briand propose la formation d'une Union fédérale européenne.
- octobre : Krach boursier de Wall Street.
- 22 octobre : démission du gouvernement Aristide Briand (11)
- 3 novembre : formation du gouvernement André Tardieu (1).
- Décembre : vote de la loi sur la construction de la ligne Maginot.

## 1930
- Affaire Oustric : mise en cause du ministre de la Justice, Raoul Péret, et chute du gouvernement.
- 17 février : démission du gouvernement André Tardieu (1)
- 21 février : formation du gouvernement Camille Chautemps (1)
- 25 février : démission du gouvernement Camille Chautemps (1)
- 2 mars : formation du gouvernement André Tardieu (2)
- 30 juin : évacuation définitive de l'Allemagne par les troupes alliées.
- 4 décembre : démission du gouvernement André Tardieu (2)
- 13 décembre : formation du gouvernement Théodore Steeg

## 1931
- 22 janvier : démission du gouvernement Théodore Steeg
- 26 janvier : formation du gouvernement Pierre Laval (1).
- 13 mai : Paul Doumer est élu président de la République.
- 20 juin : moratoire Hoover sur les réparations et les dettes de guerre.
- La France est touchée par la crise économique mondiale (Jeudi noir).

## 1932
- 16 février : démission du gouvernement Pierre Laval (1).
- 20 février : Formation du gouvernement André Tardieu (3).
- ler-8 mai : élections législatives, victoire de la gauche.
- 6 mai : assassinat du président de la République Paul Doumer par un russe, Gorgoulov.
- 10 mai : Albert Lebrun est élu président le 10 mai. Démission du gouvernement André Tardieu (3)
- 3 juin : formation du gouvernement Édouard Herriot (3).
- Juin-juillet : Conférence de Lausanne, abandon des réparations de guerre allemandes.
- 14 décembre : chute du gouvernement Édouard Herriot (3). Instabilité ministérielle jusqu'en février 1934.
- 18 décembre : formation du gouvernement Joseph Paul-Boncour

## 1933
- 28 janvier: démission du gouvernement Joseph Paul-Boncour
- 30 janvier : Hitler devient chancelier en Allemagne.
- 31 janvier : formation du gouvernement Édouard Daladier (1)
- Forte agitation, grèves dues à la crise sociale.
- 24 octobre : démission du gouvernement Édouard Daladier (1)
- 26 octobre : formation du gouvernement Albert Sarraut (1)
- 23 novembre : démission du gouvernement Albert Sarraut (1)
- 26 novembre : formation du gouvernement Camille Chautemps (2)

## 1934
- 8 janvier : "suicide" d'Alexandre Stavisky.
- 27 janvier : démission du gouvernement Camille Chautemps (2)
- 30 janvier : formation du gouvernement Édouard Daladier (2)
- 6 février : manifestations antiparlementaires organisées par les ligues d'extrême droite à Paris, se soldant par 16 morts.
- 7 février : démission du gouvernement Édouard Daladier (2).
- 9 février : Formation du « gouvernement d'union nationale » (gouvernement Gaston Doumergue).
- 20 février : affaire du conseiller Prince
- 9 octobre : assassinat à Marseille du roi Alexandre Ier de Yougoslavie et du ministre français des Affaires étrangères Louis Barthou par des terroristes croates.
- 7 novembre : démission du gouvernement Gaston Doumergue. Instabilité ministérielle jusqu'en juin 1936.
- 8 novembre : formation du gouvernement Pierre-Etienne Flandin

## 1935
- 13 janvier : plébiscite dans la Sarre, rattachée à l'Allemagne le ler mars.
- 11-14 avril : Conférence de Stresa, opposition à toute violation du traité de Versailles.
- 2 mai : traité franco-soviétique d'assistance mutuelle.
- 31 mai : démission du gouvernement Pierre-Étienne Flandin
- 1er juin : formation du gouvernement Fernand Bouisson
- 4 juin : démission du gouvernement Fernand Bouisson
- 7 juin : formation du gouvernement Pierre Laval (3).
- 14 juillet : défilé unitaire des trois partis de gauche pour la fête nationale, parti radical, SFIO, PCF et naissance du Front populaire.

## 1936

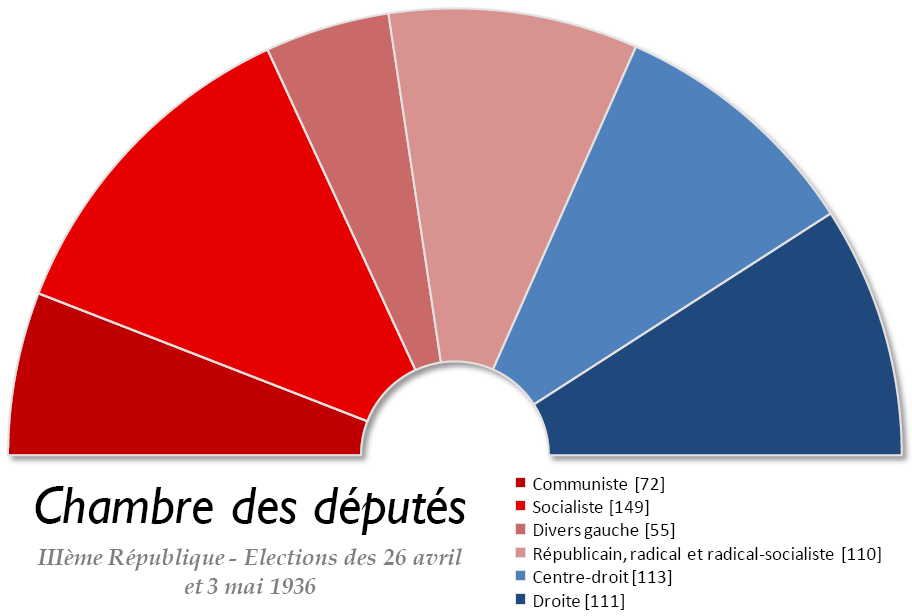
la Chambre du Front populaire

- 22 janvier : démission du gouvernement Pierre Laval (3)
- 24 janvier : formation du gouvernement Albert Sarraut (2)
- 26 avril-3 mai : élections législatives, victoire du Front populaire.
- 25 mai : début d'un vaste mouvement des grèves de 1936 dans tous les secteurs de l'économie française.
- 4 juin : démission du gouvernement Albert Sarraut (2) et formation du gouvernement Léon Blum (1).
- 7-8 juin : signature des accords Matignon.
- 11 juin : vote de la loi instituant deux semaines de congés payés.
- 12 juin : vote de la loi instituant la semaine de travail de 40 heures.
- 18 juillet : début de la guerre civile espagnole.
- 1er octobre : dévaluation du franc.

## 1937
- 22 juin : démission du gouvernement Léon Blum (1).
- 29 juin : Formation du gouvernement Camille Chautemps (3).
- 30 juin : deuxième dévaluation du franc.
- Exposition internationale à Paris.

## 1938
- 13 janvier : démission du gouvernement Camille Chautemps (3)
- 18 janvier : formation du gouvernement Camille Chautemps (4)
- 12 mars : Anschluss l'Allemagne hitlérienne annexe l'Autriche.
- 10 mars : démission du gouvernement Camille Chautemps (4)
- 13 mars-8 avril : deuxième gouvernement Léon Blum (2).
- 12 avril : formation du gouvernement Édouard Daladier (3).
- Mai : troisième dévaluation du franc.
- 29-30 septembre : Édouard Daladier signe les accords de Munich avec  Hitler
- Novembre : rupture définitive du Front populaire entre les trois partis de gauche.

## 1939
- 5 avril : Albert Lebrun est réélu président de la République.
- 3 septembre : la France déclare la guerre à l'Allemagne après l'invasion de la Pologne.

## 1940
- 20 mars : démission du gouvernement Édouard Daladier (4)
- 22 mars : formation du gouvernement Paul Reynaud
- 14 juin : les Allemands entrent dans Paris.
- 16 juin : le maréchal Philippe Pétain est élu Président du Conseil (gouvernement Philippe Pétain)
- 22 juin : Armistice franco-allemand (Voir Armistice du 22 juin 1940)
- 24 juin : Armistice franco-italien (Voir Armistice du 24 juin 1940)
- 10 juillet : Les pleins pouvoirs sont accordés à Philippe Pétain.
- 11 juillet : Promulgation des actes constitutionnels, instaurant l'État français et marquant la fin de la Troisième République.